# Ivan Erdélyi
Ivan Gueorgiévitch Erdélyi ou Erdeli (en russe : Ива́н Гео́ргиевич Эрде́ли ; né le 27 octobre 1870 à Erdelevka, oblast de Kirovohrad, et décédé le 30 juillet 1939 à Issy-les-Moulineaux) est un général de cavalerie russe et l’un des fondateurs de l’armée des volontaires et une figure des armées blanches.

## Origines
Noble héréditaire du gouvernement de Kherson, descendant de comtes hongrois convertis à l’orthodoxie s’étant installés en Russie au XVIIIe siècle, Ivan Gueorguiévitch est le fils du maréchal Egor (Gueorgui) Iakovlévitch Erdélyi.
Il est diplômé de l’École de cavalerie Nicolas (1890) et de l’École militaire d'état-major Nicolas (1897). Le 15 mai 1910 il est promu au rang de général-major et commande le régiment des dragons de la garde.

## La Première Guerre mondiale
En juillet 1914 Erdélyi sert à l’état-major de la 6e armée  puis, en août, dans celui de la 9e armée. En octobre il commande la 14e division de cavalerie, en mai la 2e division de cavalerie de la Garde. En 1915 il reçoit une épée de Saint-Georges et est promu en mai 1916 au rang de lieutenant-général. En novembre de la même année il commande la 64e division d’infanterie, à partir du 6 avril 1917 le 18e corps d’armée. En juin-juillet il commande la 11e armée et participe à l’offensive Kerenski en Galicie contre les troupes allemandes et austro-hongroises. Après des succès initiaux, la contre-offensive allemande met en déroute l’armée russe, dont de plus en plus d’hommes adhèrent aux idées pacifistes et révolutionnaires (anarchistes, socialistes ou communistes).
En août-septembre 1917, Erdélyi participe au putsch avorté de Kornilov : il est alors démis de ses fonctions et emprisonné à Bykhov avec d’autres généraux dont Lavr Kornilov et Anton Dénikine.

## La guerre civile
En novembre 1917 il rejoint avec les autres généraux la région du Don pour y œuvrer à la formation de l’armée des volontaires. Il participe à la première campagne du Kouban. De janvier à mars 1918 il est le représentant de l’armée des volontaires auprès du gouvernement du Kouban. En mars-avril 1918 il commande une brigade de cavalerie qui s’illustre lors des combats autour d’Ekaterinodar. De mai à août il commande la première division de cavalerie de l’armée des volontaires.
En janvier 1919 il est chargé d’établir le contact avec le commandant britannique Lionel Dunsterville puis, en avril 1919, il remplace le général Lyakhov comme commandant des forces du Terek-Daghestan. En juillet 1919 il devient le commandant en chef des troupes du Caucase du nord, en avril 1920 il est versé dans la réserve des Forces Armées du Sud de la Russie.

## L’exil
En 1920 Erdélyi émigre en France où il travaille comme garde du corps et chauffeur. Il participe aux activités de l’union générale des combattants russes. En 1937 il est nommé responsable de la commission d’enquête chargée de la trahison de Nikolaï Skobline. Le 1er mars 1938 la commission remet son rapport concluant à la culpabilité de Skobline.
Il meurt le 30 juillet 1939 et repose au cimetière russe de Sainte-Geneviève-des-Bois.